# Republicanos Unidos
Republicanos Unidos é um partido político argentino fundado em 2020.De tradição liberal, participará pela primeira vez nas eleições legislativas de 2021.